# Hister sedulus
Hister sedulus är en skalbaggsart som beskrevs av Lewis 1898. Hister sedulus ingår i släktet Hister och familjen stumpbaggar. Inga underarter finns listade i Catalogue of Life.